# Ligne bleue du métro de Chicago
Pour les articles homonymes, voir Ligne bleue.

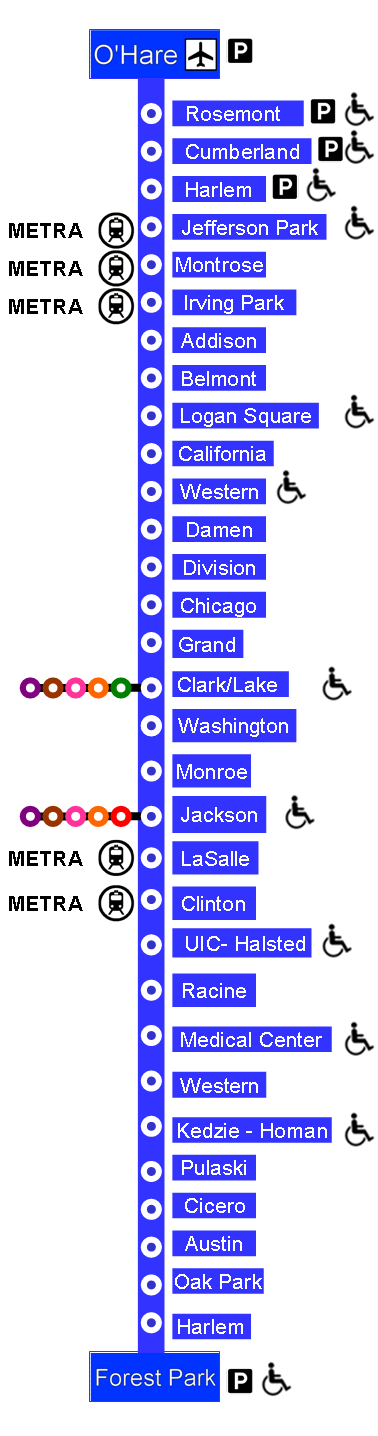
Plan de la ligne bleue.

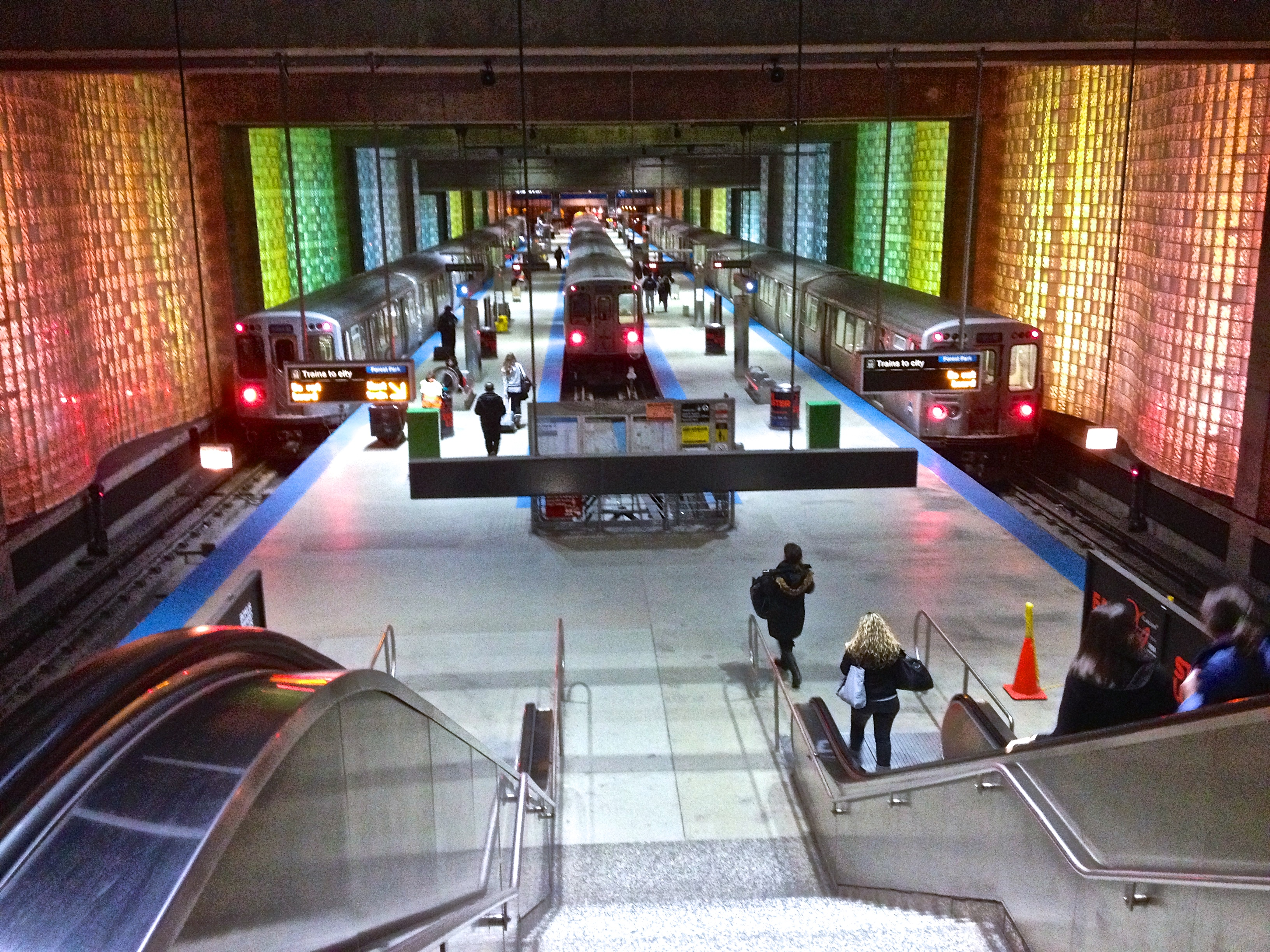
Terminus à l'aéroport international O'Hare.

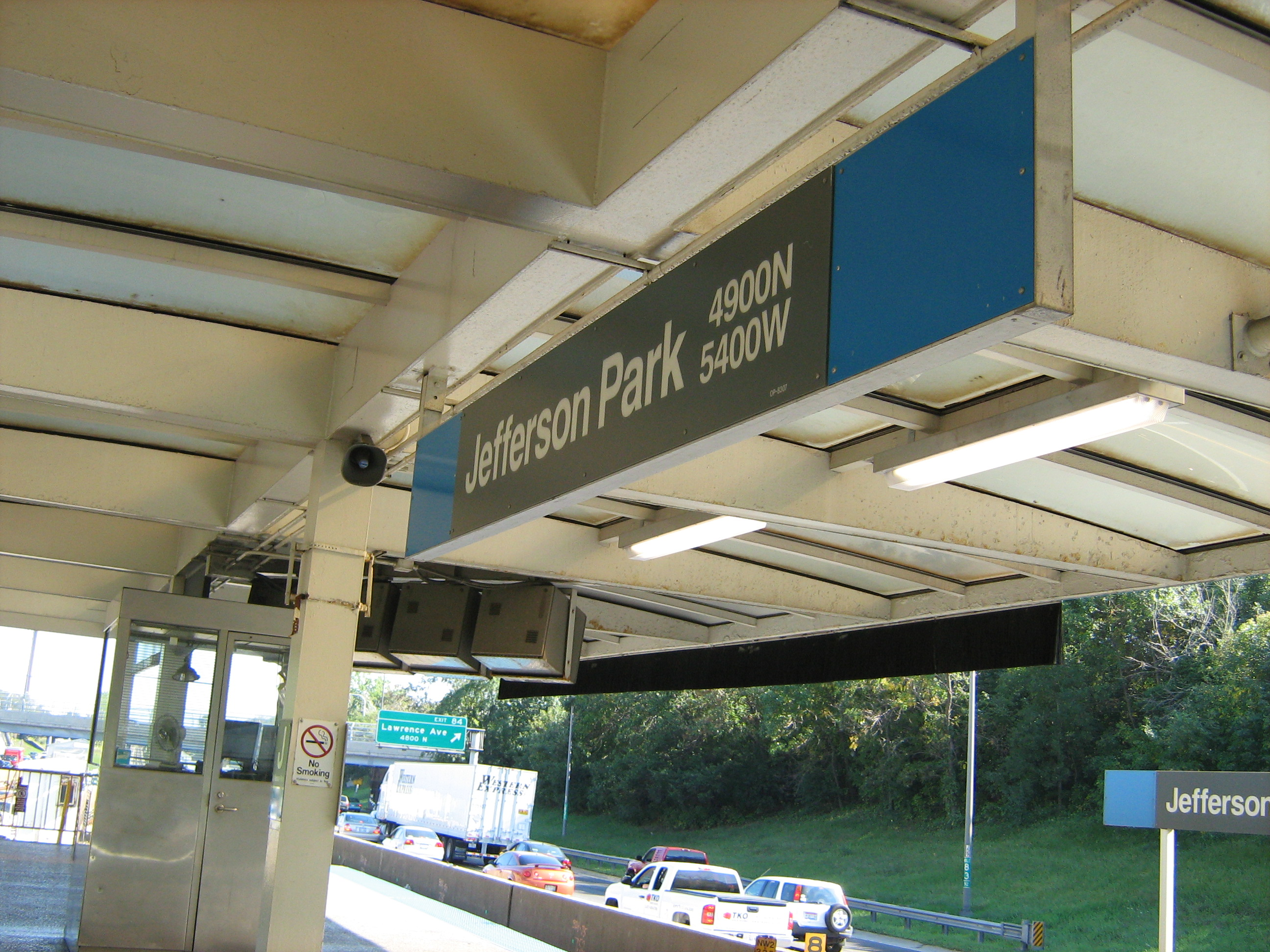
Station Jefferson Park.

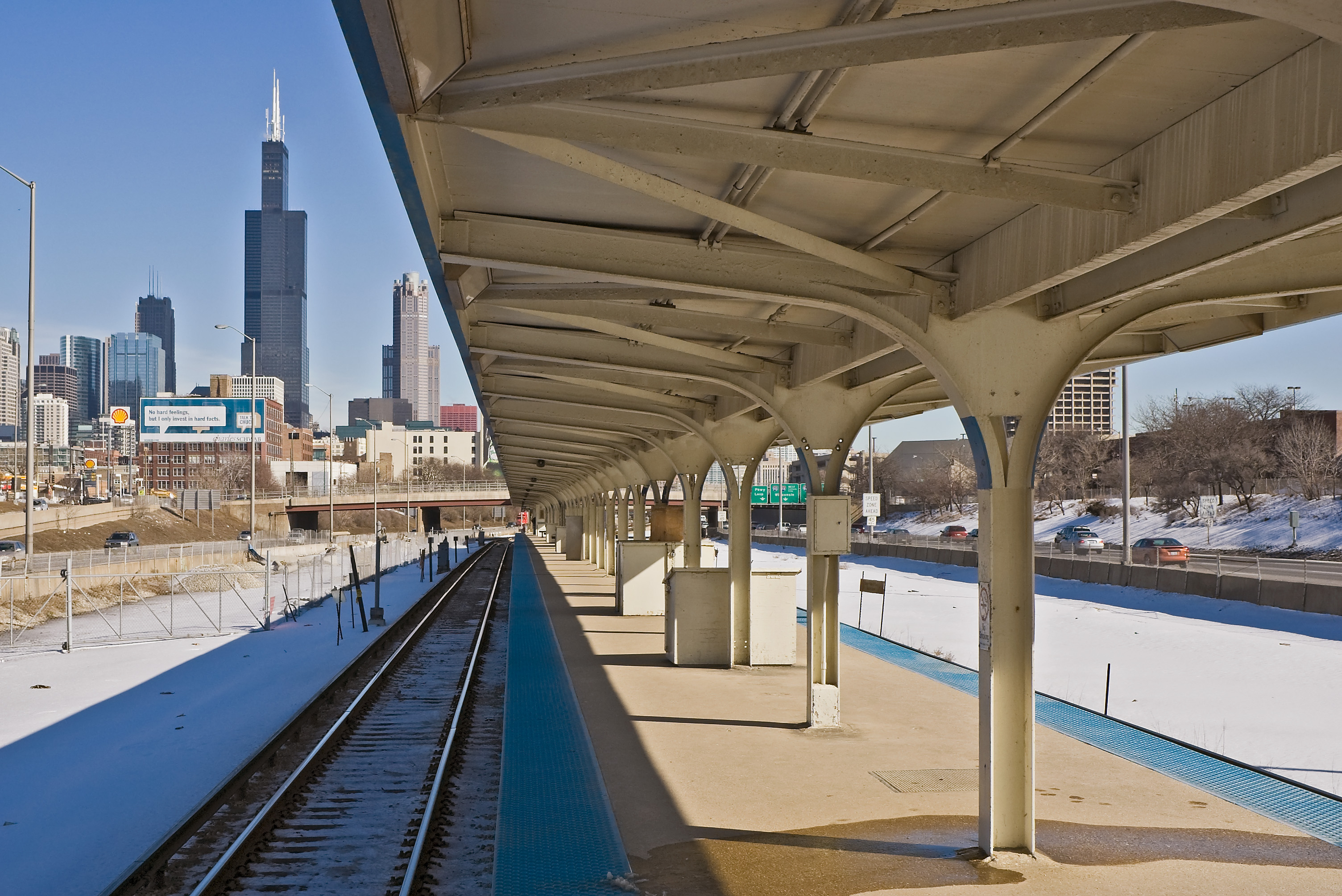
Station Racine avec la Willis Tower en arrière-plan.

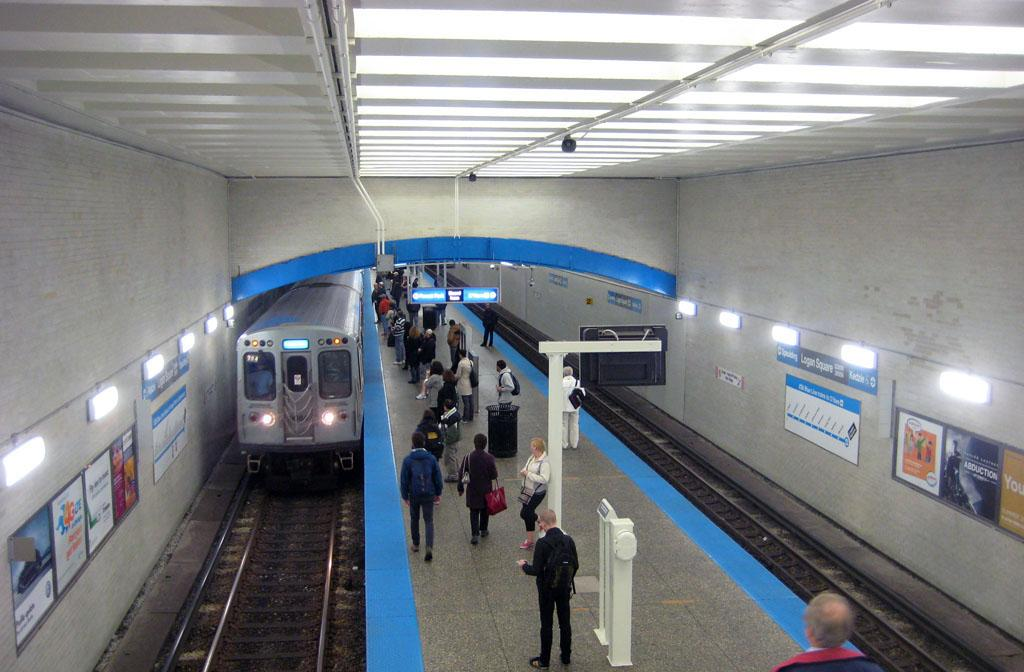
Station Logan Square.

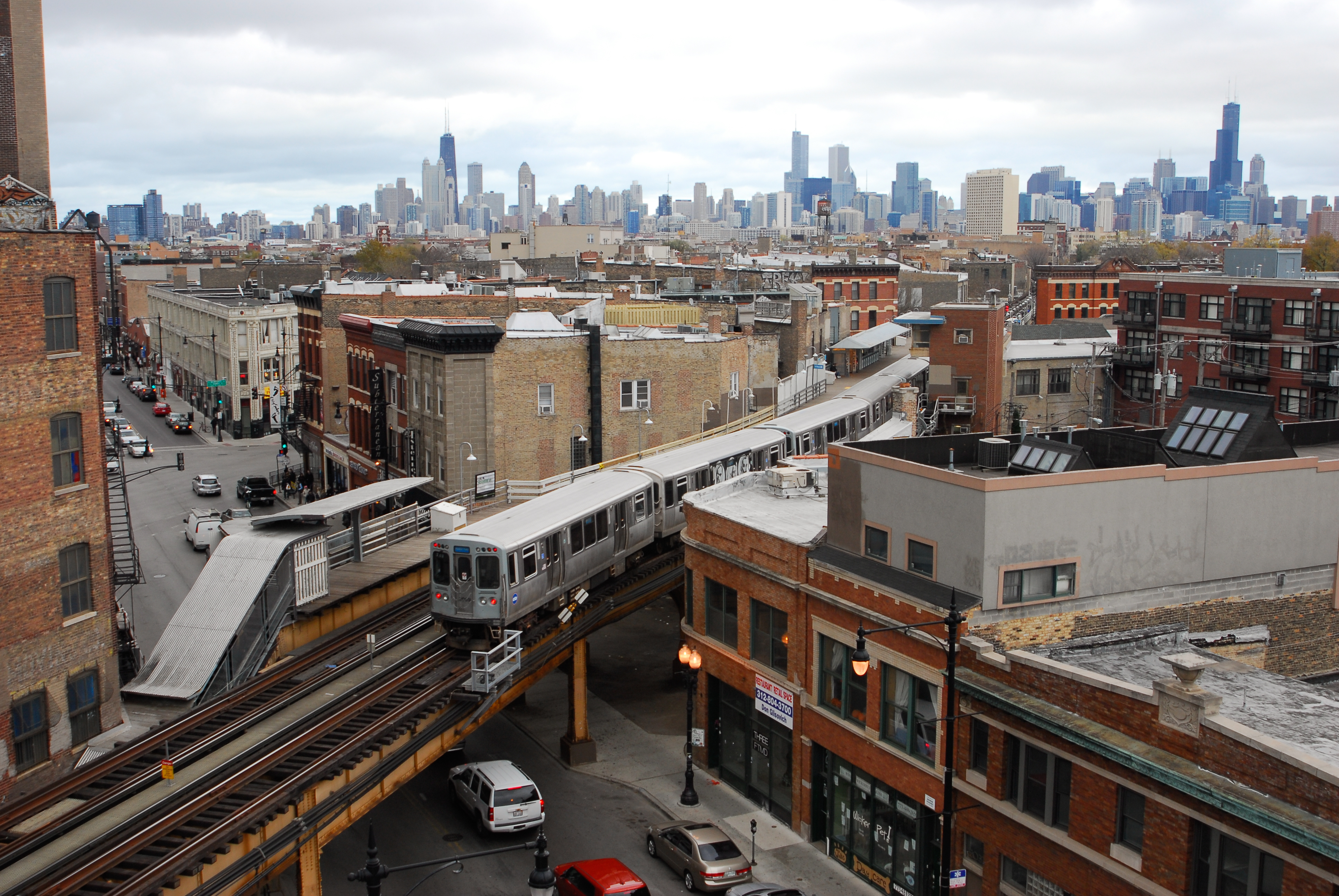
Une rame de la ligne bleue traverse le quartier de Wicker Park en direction de la station Damen.

La ligne bleue du métro de Chicago est constituée de plusieurs tronçons du réseau original, elle s'étend aujourd'hui sur 43,3 km et dessert 33 stations. Partant de l'aéroport international O'Hare à l'extrême nord-ouest de la ville de Chicago, elle traverse le secteur financier du Loop via le Milwaukee-Dearborn Subway avant de se rediriger vers les quartiers ouest de Chicago et la ville de Forest Park. Il s'agit de la deuxième ligne la plus fréquentée du réseau du ‘L’ avec 147 000 voyageurs par jour.
Comme la ligne rouge, la ligne bleue fonctionne 24 heures/24 et 7 jours/7. Particularité de la ligne bleue, elle possède, vu sa forme en demi-cercle, deux stations du même nom : Harlem (l'une au nord-ouest sur l'autoroute Kennedy (Kennedy Expressway) et l'autre au sud sur l'autoroute Eisenhower) et Western (Idem).
La ligne bleue était, avant d'être différenciée par sa couleur en 1993, connue sous de nom O'Hare-Congress-Douglas. Les branches respectives de Congress Branch et de Douglas Branch ont été, lors de cette différenciation, renommées selon leurs terminus de Forest Park et de 54th/Cermak. Depuis 2006, l'itinéraire vers 54th/Cermak n'est plus desservi par la ligne bleue mais bien par la ligne rose.

## Historique
L'origine de la ligne bleue remonte aux prémices de Metropolitan West Side Elevated. La première section fut construite en 1895 à partir de l'entrée du Loop à Wells Street vers Milwaukee Avenue et Damen Avenue au nord de la ville. Le premier service commercial y fut assuré le 6 mai 1895 avant d'être prolongé vers le quartier de Logan Square, le 25 mai 1895.
Le 17 juin 1895, s'ouvrit la station Garfield Park pendant que les travaux vers de l'ouest dans les environs de Van Buren Street et Harrison Street furent entamés. Une autre branche, celle d'Humboldt Park, fut ajoutée de Damen Avenue vers Lawndale Avenue le 29 juillet 1895. La Chicago Transit Authority (CTA) supprima cet itinéraire le 3 mai 1952. Au sud, l'extension du réseau se poursuivit à travers Douglas Park (en) jusqu'à la station 18th le 28 avril 1896 puis jusqu'à Western en septembre de la même année.
En 1902, la ligne bleue atteignit Pulaski Road et le 11 mars 1905, le rachat de la compagnie des voies de la Aurora Elgin & Chicago Railroad permit l'ouverture de la station Forest Park vers Westchester (la ligne terminée en 1926 fut limitée à Forest Park par la CTA en 1951).
Comme la zone sud-ouest de la ville se développe, la ligne poursuit son extension jusqu'à Cicero Avenue en décembre 1907, Central Avenue en août 1912, jusqu'à la 62nd Street en août 1915 et à Oak Park Avenue sur le territoire de la commune de Berwyn le 16 mars 1924.
Le service de la Metropolitan West Side Elevated a commencé sur l'Union Loop sur 11 octobre 1897 tout en maintenant et en renforçant la capacité du terminus de Wells Street le 3 octobre 1904 via la construction de voies complémentaires.
Contrairement à ses débuts, le réseau de la Metropolitan West Side Elevated fut ensuite très peu modifié jusqu'à la création de la Chicago Transit Authority en 1947 dont l'objectif principal fut d'améliorer le service et, par conséquent, de fermer certaines lignes et stations.
Le 25 février 1951, la ville de Chicago inaugure son deuxième couloir de métro souterrain, le Milwaukee-Dearborn Subway. Il fut dès lors décidé de supprimer la connexion au Loop et de connecter le viaduc sur Milwaukee Avenue au nouveau tunnel afin d'assurer une connexion plus efficace et plus rapide de ces quartiers densément peuplés au centre financier de la ville de Chicago.
Avec l'ouverture du métro dans le Milwaukee-Dearborn Subway, plusieurs jonctions furent abandonnées et détruites dans les années 1960 laissant seulement les voies vers Forest Park et 54th/Cermak en activité.
La Garfield Park Branch fut fermée en 1958 et remplacée par une nouvelle station souterraine (Clinton) permettant la connexion à la médiane de l'autoroute Eisenhower où roule la Congress Branch. L'élargissement du service du métro de Chicago ainsi que le redéploiement urbain des quartiers concernés par l'abandon des anciens tracés aériens.
Cette méthode de construction du métro au centre d'une autoroute fut une première mondiale et vu son succès fut réutilisée à d'autres endroits sur le réseau.
Le 1er février 1970 est ouvert un deuxième tunnel de métro (également construit par la ville de Chicago en utilisant les fonds fédéraux) sur le bout de Milwaukee Avenue en suivant Kimball Avenue jusqu'à Logan Square afin de rejoindre Addison Street et ensuite la médiane de l'autoroute Kennedy vers Jefferson Park. En janvier 1979, la construction est lancée à l'aéroport international O'Hare  afin de le relier au reste de la ligne bleue. La première section entre le quartier de Jefferson Park et la commune de Rosemont a été mise en service le 27 février 1983, et la dernière section jusqu'à l'aéroport international O'Hare le 3 septembre 1984.
En 1993, la Chicago Transit Authority a adopté un code de couleurs pour chacune de ses lignes et la route du nord-ouest (O'Hare-Congress/Douglas) est devenue la ligne bleue.
Le 26 avril 1998, la CTA en proie à des difficultés financières supprime l'exploitation de nuit de la Douglas Branch vers 54th/Cermak et renforce, faute de voyageurs suffisants l'autre branche de la ligne bleue vers Forest Park.
Outre son faible rendement, l'état général de la Douglas Branch s'était très fortement détérioré. En 2001, la CTA entreprit sa reconstruction complète. Les travaux furent officiellement terminés le 5 janvier 2005. Le 27 avril 2008, la desserte de la Douglas Branch vers 54th/Cermak par la ligne bleue fut définitivement abandonnée en faveur de la ligne rose en essai depuis 2006.

## Son itinéraire
La ligne bleue traverse Chicago en son centre via le Milwaukee-Dearborn Subway et dessert globalement le nord-est de la ville. Elle est composée de 3 tronçons principaux : La O'Hare Branch, le Milwaukee-Dearborn Subway et la Congress Branch.
La desserte de la Douglas Branch fut complètement abandonnée en 2008.

### LaO'Hare Branch
C'est la plus longue section de la ligne bleue (23,5 km) et elle comprend le plus ancien et le plus récent des segments de l'ensemble de l'itinéraire de la ligne bleue. Elle commence à l'aéroport international O'Hare sous le parking principal avant de remonter en surface au milieu de la Kennedy Expressway et suit son tracé vers l’est.
La ligne bleue empreinte un court tunnel de métro (construit dans les années 1970) pour sortir du tracé de la Kennedy Expressway après la station Addison jusque Logan Square. De là, la ligne bleue remonte en surface sur le viaduc de Milwaukee Avenue (construit en 1895) et continue au sud vers le centre-ville de Chicago.

### LeMilwaukee-Dearborn Subway
Après la station Damen, les rames continuent vers le sud dans le Milwaukee-Dearborn Subway ouvert en 1951. Il commence à l'est sous Milwaukee Avenue avant de croiser la rivière Chicago sous Lake Street et de bifurquer vers le sud sous Dearborn Street.
Au sud du Loop, au croisement avec LaSalle Street, la ligne bleue tourne vers l'ouest sous Congress Parkway (et un deuxième passage sous la rivière Chicago.

### LaCongress Branch
La Congress Branch commence sous Congress Parkway à la sortie du secteur financier du Loop (Downtown Chicago) et débouche des voiries de circulation routière de l'autoroute Eisenhower dont elle suit plus loin le tracé vers l'ouest.
La ligne bleue dessert les secteurs nord (North Side) et ouest (West Side) de Chicago, sort de la ville et traverse le village de Oak Park à la station Austin et se termine à la station Forest Park, dans la ville de Forest Park.

### L'abandon de laDouglas Branchvers54th/Cermak
Jusqu'au 15 juin 2006, les rames de la ligne bleue en provenance de O'Hare roulaient alternativement vers Forest Park ou vers 54th/Cermak (au sud-est de Forest Park).
Après une phase d'essais de 6 mois durant lesquels la ligne bleue abandonna la Douglas Branch aux rames de la nouvelle ligne rose, il fut décidé de prolonger les rames de la ligne bleue vers les deux terminus en heure creuse.
Depuis le 27 avril 2008, la Chicago Transit Authority a cependant décidé de stopper la desserte de la Douglas Branch via la ligne bleue afin d'y assurer une meilleure cadence grâce à la ligne rose vers le Loop aérien. Lors de son conseil du 4 décembre 2008, la CTA annonça être satisfaite des résultats de la ligne rose et exclut tout retour à la situation précédente.

## Les projets
Deux projets existent pour la ligne bleue : D'une part, la CTA envisage depuis de nombreuses années l'extension de la ligne de O'Hare vers l'ouest à Schaumburg (d'une longueur de 16 km).
D'un autre côté, une desserte express de l'aéroport international O'Hare de Chicago depuis un nouveau terminus sous State Street dans le Loop. La desserte express ne se ferait pas sur des rails entièrement dédiés mais sur des voies entre et aux stations afin de permettre aux rames express de sauter les autres rames.
La nouvelle station de State Street devrait permettre aux passagers d'y faire enregistrer leurs bagages pour leur vol.
Les études et conciliations sont en cours depuis 2008 et les experts de la CTA espéraient pourvoir exploiter des rames express à partir de 2012 mais le maire de Chicago Richard M. Daley avait déjà annoncé que le projet connu sous le nom de Block 37 (du nom du centre commercial qui surplombe la possible station et qui se trouve au n° 108 de  State Street dans le Loop ne verrait pas le jour avant 2016 au plus tôt et que sa réalisation dépendrait du financement ou non d'un investisseur privé et de la bonne volonté de la législature suivante à Chicago.

## Rames utilisées
Actuellement, la ligne bleue est exploitée avec des rames de types 2200 livrées en 1969 et 1970 et des rames de type 2600 livrées de 1981 à 1987. Pour une question de compatibilité, les rames sont généralement associées par type. Le remplacement des rames 2200 est prévu en 2010 avec l'arrivée de nouvelles rames Bombardier.
Les rames se composent généralement de 8 voitures en semaine pour 4 le week-end sauf pendant les événements spéciaux.

## Les incidents sur la ligne bleue
Le 11 juillet 2006, un déraillement d’une rame a provoqué un incendie dans le Milwaukee-Dearborn Subway. 150 personnes furent blessées à des degrés divers mais aucun décès ne fut constaté. L'incident relativement mineur entraina néanmoins la fermeture complète du réseau du ‘L’ à la suite des attentats de Bombay, plus tôt le même jour.

#### Chicago 'L'
- Chicago Transit Authority
- Union Loop
- Metra

#### Autres
- Métro
- Liste des métros du monde
- Liste des métros d'Amérique